# Omobranchus punctatus
Omobranchus punctatus és una espècie de peix de la família dels blènnids i de l'ordre dels perciformes.

## Morfologia
- Els mascles poden assolir 9,5 cm de longitud total.[1]

## Reproducció
És ovípar.

## Hàbitat
És un peix de clima tropical i associat als esculls de corall.

## Distribució geogràfica
Es troba des del Golf Pèrsic fins a Fiji i el Japó. També és present a Moçambic i el Canal de Suez, i ha estat introduït a l'Illa de Trinitat i el Canal de Panamà.